# 許謙
許 謙（きょ けん、334年 - 396年）は、代から北魏にかけての官僚・政治家。字は元遜。本貫は代郡。

## 経歴
若くして文才があり、天文図讖の学問を得意とした。代の建国年間、一家を率いて拓跋什翼犍に従い、代王郎中令に抜擢され、掌文記を兼ねた。燕鳳とともに、拓跋什翼犍の世子である拓跋寔に経学を教授した。劉衛辰に対する征戦に従い、功績により僮隸30戸を賜った。拓跋什翼犍が死去すると、許謙は身柄を長安に移された。苻堅の従弟の行唐公苻洛が和龍に駐屯するにあたって、許謙を連れて赴任した。しばらくして、許謙は継母が老年であることを理由に辞職して帰郷した。
登国初年、拓跋珪（拓跋寔の子、後の道武帝）に帰順した。右司馬となり、張袞らとともに北魏の国初の基盤を固めた。395年（登国10年）、後燕の慕容宝が五原に侵攻してくると、許謙は拓跋珪の命を受けて後秦の姚興のもとを訪れ、援軍を求めた。姚興は将軍の楊仏嵩を派遣して援軍として向かわせたが、楊仏嵩は進軍を緩めて士気の低いことは明らかであった。許謙は道武帝の命を受けて楊仏嵩に手紙を書き、楊仏嵩を扇動した。楊仏嵩は進軍速度を早めてやってきた。拓跋珪は喜んで、許謙に関内侯の爵を与えた。再び許謙は楊仏嵩のもとに派遣されて盟約を固めた。慕容宝が敗退すると、楊仏嵩は帰国した。
396年（皇始元年）、後燕の慕容垂が陳留公拓跋虔を破って、平城の西北に迫った。許謙は拓跋珪の命を受けて、またも後秦の援軍を求めることとなったが、出発する前に慕容垂が撤退したため、取りやめられた。慕容垂の死の報が伝わると、許謙は上書して拓跋珪に帝位につくよう勧進した。
并州が平定されると、許謙は陽曲護軍となり、平舒侯の爵位を受け、安遠将軍の号を受けた。この年のうちに、在官のまま死去した。享年は63。平東将軍・左光禄大夫・幽州刺史の位を追贈され、高陽公に追封された。諡は文といった。

## 子女
- 許洛陽（後嗣、冠軍司馬、祁県令、雁門郡太守、北地公、鎮南将軍、明塁鎮将）
- 許安国（中山郡太守）
- 許安都（広寧滄水二郡太守・揚威将軍、東光子）

## 伝記資料
- 『魏書』巻24 列伝第12
- 『北史』巻21 列伝第9